# 奈良電気鉄道デハボ1200形電車
奈良電気鉄道デハボ1200形電車（ならでんきてつどうデハボ1200がたでんしゃ）とは、奈良電気鉄道（奈良電）が1954年に製造した電車の1形式である。
奈良電で最初で最後の例となる、WNドライブを搭載する高性能のセミクロスシート車であり、同社の大株主であった近畿日本鉄道（近鉄）が翌年以降量産する高性能車群のテストベッドとしての役割を果たした。
また、高性能車であったが故に奈良電の近鉄への合併後、転変を繰り返したことで知られる。

## 概要
1954年の近鉄奈良 - 大和西大寺 - 京都間特急創設にあたって、同年7月にナニワ工機で以下の2両が製造された。
- デハボ1200形デハボ1201・デハボ1202

両運転台付制御電動車(Mc)
先行する近鉄モ1450形での台車・駆動装置などの開発成果をはじめ、当時の最新技術をフルに投入して開発された画期的な高性能車であり、大手私鉄でも75kW級の低出力電動機を全車に搭載する全電動車方式が一般的であった当時、思い切って大出力電動機を採用し、当初より制御車1両を連結してMT比1:1の経済編成で運用することを前提に計画されるなど、先進的な設計コンセプトを備えていた。

## 車体
奈良電の車両限界内で最大となる、車体幅2,600mm（最大幅2,650mm）の18m級（車体長17,500mm）車である。
ナニワ工機が開発し、阪急1000形において実用化した準張殻構造軽量車体を採用し、一般的な普通鋼を採用しつつ在来車と比較して6.3tもの軽量化を実現した。
前面形状は湘南形の2枚窓構成が大流行していた時期であったが、関西私鉄では一般的な中央に貫通路を備えるオーソドックスな3枚窓構成とされ、運転台は奈良電の伝統に従い片隅式で車掌台側をパイプ仕切りとして開放感を演出した。
窓配置はd(1)D6D(1)d（d：乗務員扉、D：客用扉、(1)：戸袋窓、数字：窓数）として両端に運転台を設け、客用扉は1,100mm幅の片引き戸、側窓には1,088mm幅の上段Hゴム固定式窓と1,150mm幅の下段上昇窓を組み合わせたいわゆる「バス窓」を配する、ゆったりとしたレイアウトとされている。
また、座席は扉間を側窓に合わせて配置した対面式配置の固定クロスシートとし、車端部の戸袋窓付近については主電動機点検蓋（トラップドア）との干渉を避け、車内から主電動機の保守を容易にするためにロングシートを配する、当時の電動車では一般的なセミクロスシート配置とされている。
通風器はガーランド式で、車内には天井に5基の扇風機を搭載する。
塗装は新造時点での奈良電の標準色である上半分クリーム、下半分ダークグリーンのツートンカラーである。

## 主要機器
奈良電では創業以来大株主であった京阪電気鉄道（京阪）の技術的な影響が強く、開業以来戦後初の新造電動車であるデハボ1100形まで、伝統的に東洋電機製造によるデッカー・システムと総称される電動カム軸式自動加速制御器や主電動機といった同社製機器が標準採用されてきた。
しかし本形式に限っては、もう一つの大株主である近鉄が標準採用する三菱電機製電装品が採用されている。
本形式の設計当時、三菱電機製の主電動機とWNドライブという組み合わせは、京阪でも1800系特急車で試作の第1編成で採用されており、大株主2社が採用した駆動システムを奈良電が採用したことには何の不思議もなく、また端子電圧300Vの条件下で要求される1時間定格出力110kW級電動機の開発タイミングから、最新の三菱電機製電動機の採用となったと考えられる。だが、その一方で本形式は奈良電の在来車と制御シーケンスに互換性のない三菱電機製ABFM制御器や、近畿車輛製の最新鋭シュリーレン（Schlieren）式台車を採用している。本形式で新規採用された三菱電機MB-3020系電動機は以後長期に渡り近鉄の標準電動機の一つとして改良を重ねつつ採用され続け、台車についても翌1955年より量産が始まった奈良線向け近鉄800系電車用KD-12として本形式のKD-10をわずかに手直しした台車が採用されるなど、本形式は近鉄モ1450形に続く、近鉄と三菱電機の2社による次世代高性能車開発のテストベッドとしての役割を果たした。

### 主電動機
三菱電機MB-3020-Aを搭載し、WNドライブで駆動する。歯数比は21:76=3.62である。
このMB-3020-Aは、翌年に製造開始された奈良線800系用MB-3020-Bやこれに続く大阪線10000系用MB-3020-C、あるいは10100系用MB-3020-Dなどの近鉄の初期高性能車用同系電動機開発に貴重な実働データを提供した。
またこのMB-3020系は近鉄向けだけではなく、山陽電気鉄道にも3000系用MB-3020Sとして1964年から採用され、こちらは平坦な線形からその特性が良く適合したためもあって、最終形式であるMB-3020S4が1990年代初頭まで継続製造されており、実に40年以上に渡る、初期高性能車用電動機としては異例に長い製品寿命を保つこととなった。
なお、この系列の電動機は丈夫で使い勝手がよく、搭載車の廃車後などに他形式へ流用された例が近鉄・山陽共に多数存在し、近鉄では1000・1010・2000・2680の各系列で、山陽では3000・3050・3100・5000の各系列でそれぞれ現在も使用されている。

### 制御器
単位スイッチ式多段自動加速制御器である三菱電機ABFM-154-6EDAが採用された。
これはパイロットモーターで順路開閉器（シーケンスドラム）を駆動し主回路切り替えを制御する、ウェスティングハウス・エレクトリック社系単位スイッチ制御器の最終世代の最初期例の一つであり、発電制動機能も搭載していたが、平坦な奈良電の線形から抑速制動機能は与えられていなかった。

### 集電装置
奈良寄りに東洋電機製造PT-35SR菱枠パンタグラフを1基搭載する。

### 台車
シュリーレン式の円筒案内式軸箱支持機構を備える、オールコイルばね台車の近畿車輛KD-10が採用された。前述の通り、電車用シュリーレン式台車としては近鉄モ1450形用KD-6・7、および近鉄モニ6211形用KD-8に続く最初期の例で、試作目的ではない量産品としては第1号である。
構造面では揺れ枕が進行方向の前後にスイングする、第1世代のシュリーレン式台車の典型例であるが、通常は垂直に立てられる枕ばねのオイルダンパを斜めに倒すことで、限られた高さの中で最大のストロークを確保するなど、以後の量産シュリーレン台車には無い様々な特徴を有する。

### ブレーキ
台車枠の側梁左右側面にそれぞれ独立したブレーキシリンダーを搭載する、台車シリンダー駆動で車輪の前後からブレーキシューで締め付けて制動する、両抱き式の基礎ブレーキ装置を採用しており、これに伴いブレーキ力の増幅と発電ブレーキとの同期制御を行うべく、中継弁と主制御器との同期機構を付加した三菱電機AMARD自動空気ブレーキ（ARDブレーキ）が採用された。
奈良電では従来日本エヤーブレーキ製のM三動弁によるMブレーキを標準採用しており、これも異例の三菱製品の採用であった。

## 運用
竣工後、本形式の性能がフルに発揮できるよう地上設備の強化工事が完了するのを待って、1954年10月23日のダイヤ改正で新設された京都 - 近畿日本奈良間特急にクハボ600形602・603と共に充当され、最高速度105km/h、表定速度66.8km/h、所要時間35分で同区間を走破した。
この表定速度は当時の関西私鉄では阪神電気鉄道が満を持して新製投入したばかりの、直角カルダン駆動を採用した全電動車方式の高性能車である3011形による特急に次ぐ第2位で、経営状態の悪化していた奈良電がこのような高速運転を実施したことは大きな驚きをもって迎えられた。
本形式による特急の好評から、1957年4月には混雑時30分ヘッド運転により特急の運行本数が倍増となった。これに伴う運用増に対応すべく、同年にナニワ工機でデハボ1350形が新造された。だが、同形式は乗客の目に触れる車体設計については本形式のそれがそのまま踏襲されたものの、予算面の制約から本形式と同等の機器の新製が叶わず、やむなく在来車の機器流用による吊り掛け駆動車に逆戻りしており、しかもその製造両数も特急・急行運用に必要最小限となる3両に留められた。このため本形式の製造は2両のみに終わった。
なお、デハボ1200形は原則的にクハボ600形とペアを組んで運用されたが、1961年10月13日に奈良を来訪した皇太子夫妻が京都 - 近畿日本奈良間で奈良電気鉄道線・近鉄奈良線を利用した際には、例外的にデハボ1201＋デハボ1202の2両による特別編成が組まれた。この編成は当時の慣例通り、沿線の案内役として福井國男社長が同乗の上で10時23分京都発、11時2分近畿日本奈良到着という特別ダイヤにて運行された。
1963年10月1日の奈良電の近鉄への吸収合併で本形式はモ680形681・682と改称された。なお、その直前の時期には塗装がマルーン1色を基本としつつ窓下に銀の細帯1本という800系・820系に準じたものに改められている。
以後の変遷については近鉄680系電車の項を参照されたい。